# John Cooney
John Clark Michael Cooney (Dublín, 1 de mayo de 1990) era un jugador irlandés de rugby que se desempeñaba como medio scrum y juega en el Ulster Rugby del euro–sudafricano Pro14. Era internacional con el XV del Trébol desde 2017.

## Selección nacional
Representó a los Wolfpuppies durante dos años, compitiendo en el Campeonato Mundial. El equipo finalizó octavo en Japón 2009 y noveno en Argentina 2010.
Joe Schmidt lo convocó al XV del Trébol para disputar los test matches de mitad de año 2017 y debutó contra los Brave Blossoms en la victoria por 13–35. Recién sería nuevamente seleccionado para los test matches de mitad de año 2018 y jugaría frente a los Wallabies, su buen nivel le permitió ser llamado para los test matches de fin de año 2018 y aquí jugó dos partidos.
Fue seleccionado para el Torneo de las Seis Naciones 2019 y en el primer partido le marcó un try a La Rosa. Actualmente es suplente de Conor Murray, lleva seis partidos jugados y 5 puntos marcados.

## Palmarés
- Campeón de la Copa de Campeones de 2011–12.
- Campeón de la Copa Desafío de 2012–13.
- Campeón del Pro14 de 2012–13, 2013–14 y 2015–16.